# Dąbrowa (gemeente in powiat Opolski)
De gemeente Dąbrowa is een landgemeente in het Poolse woiwodschap Opole, in powiat Opolski (Silezië).
De zetel van de gemeente is in Dąbrowa.
Op 30 juni 2004 telde de gemeente 9523 inwoners.

## Oppervlakte gegevens
In 2002 bedroeg de totale oppervlakte van gemeente Dąbrowa 130,84 km², waarvan:
- agrarisch gebied: 68%
- bossen: 22%

De gemeente beslaat 8,25% van de totale oppervlakte van de powiat.

## Demografie
Stand op 30 juni 2004:
| Omschrijving                   | Totaal | Totaal | Vrouwen | Vrouwen | Mannen | Mannen |
| ------------------------------ | ------ | ------ | ------- | ------- | ------ | ------ |
| eenheid                        | aantal | %      | aantal  | %       | aantal | %      |
| inwoners                       | 9523   | 100    | 4853    | 51      | 4670   | 49     |
| bevolkingsdichtheid (inw./km²) | 72,8   | 72,8   | 37,1    | 37,1    | 35,7   | 35,7   |

In 2002 bedroeg het gemiddelde inkomen per inwoner 1166,47 zł.

## Administratieve plaatsen (sołectwo)
Chróścina, Ciepielowice, Dąbrowa, Karczów (z przysiółkiem Jemielin), Lipowa, Mechnice (z przysiółkiem Turzak), Narok (z przysiółkami: Lesiec, Narocka Kolonia en Odrzyca), Niewodniki (z przysiółkami Brzezina, Dobrosław en Odrzycko), Nowa Jamka (z przysiółkiem Poręby), Prądy, Siedliska, Skarbiszów, Sławice, Wrzoski, Żelazna.
Zonder de status sołectwo : Sokolniki, Wyrębiny.

## Aangrenzende gemeenten
Dobrzeń Wielki, Komprachcice, Lewin Brzeski, Niemodlin, Opole, Popielów, Tułowice